# Джума махала
 Тази статия е за валовищкото село.  За бившето нигритско вижте Джума махала (Нигритско).  
Джума махала, Бутковска Джумая или Ливадово (на гръцки: Λιβαδιά, Ливадия, катаревуса: Λιβαδειά или Λειβάδια, до 1923 Τζουμά Μαχαλέ, Джума Махале) е село в Гърция, Егейска Македония, в дем Синтика на област Централна Македония. Селото има 1094 жители според преброяването от 2001 година.

## География
Селото е разположено в Сярското поле на 45 километра северозападно от град Сяр (Серес), на железопътната линия Кулата - Валовища - Сяр - Драма, северно от Бутковското езеро (Керкини).

## История

### Етимология
Името идва от турското cuma, събор, петък.

### В Османската империя
В „Етнография на вилаетите Адрианопол, Монастир и Салоника“, издадена в Константинопол в 1878 година и отразяваща статистиката на населението от 1873 година, Джума махала е посочено два пъти - веднъж като село в Сярска каза Djoumaa-mahla с 82 домакинства и 130 жители мюсюлмани и 100 жители българи и втори път като село в Демирхисарска каза (Djoumaali-mahlè) с 30 домакинства и 70 жители мюсюлмани
В 1891 година Георги Стрезов пише за селото:
| „ | Джума махала, чифлик на серския чорбаджия Андонаки Париш, между Бутково и Порой; равно място. 60 къщи турци и 40 българе. | “ |

Според статистиката на Васил Кънчов („Македония. Етнография и статистика“) от 1900 година селото (Джума Махала) брои 150 жители, всички българи християни. Според статистиката на секретаря на Българската екзархия Димитър Мишев („La Macédoine et sa Population Chrétienne“) в 1905 година християнското население на селото (Djoumata-Mahala) се състои от 560 българи екзархисти. В селото има 1 начално българско училище с 1 учител и 21 ученици.
При избухването на Балканската война в 1912 година един човек от Джума махала е доброволец в Македоно-одринското опълчение.
През октомври 1912 селото е освободено от части на българската армия.

### В Гърция
По време на Междусъюзническата война през 1913 година, Джума махала е опожарена от гръцката армия.
След войната селото попада в пределите на Гърция. Населението му се изселва и в него са заселени гърци бежанци. Според преброяването от 1928 година Джумая махала е чисто бежанско село със 191 бежански семейства със 731 души. В 1923 година селото е прекръстено на Ливадия. Новото име добива обългарената форма Ливадово сред местното население.
| Име                 | Име          | Ново име    | Ново име    | Описание                                                   |
| ------------------- | ------------ | ----------- | ----------- | ---------------------------------------------------------- |
| Коджа чинар         | Κοτζά Τζινάρ | Мегалопиги  | Μεγαλοπηγή  |                                                            |
| Дарбали или Дорбали | Ντόρμπαλη    | Валтотопос  | Βαλτότοπος  | местност Ю от Джума махала                                 |
| Кара гьол           | Καρά Γκιόλ   | Маври Лимни | Μαύρη Λίμνη | местност ЮИ от Джума махала, по брега на Бутковското езеро |

## Личности
Родени в Джума махала
- Коста Димитров, български революционер, деец на ВМОРО, умрял след 1918 г.[13]
- Лечо Петров, македоно-одрински опълченец, четата на Тошо Стоянов[14]
- Стоян Велев Хаджиев – Вампиро (1886 - ?), български разузнавач, горянин[15]

Свързани с Джума махала
- Иван Хаджийски, тук през 1943 година довършва третия си том от „Бит и душевност на нашия народ".